# Rue de Bercy
Rue de Bercy är en gata i Quartier de Bercy och Quartier des Quinze-Vingts i Paris tolfte arrondissement. Gatan är uppkallad efter den före detta kommunen Bercy. Rue de Bercy börjar vid Rue de Dijon 5 och Place Lachambeaudie 1 och slutar vid Boulevard de la Bastille 16.

## Bilder
| - Gatuskylt. - Nedgång till tunnelbanestationen Bercy vid Boulevard de la Bastille. - Rue Crémieux. |

## Omgivningar
- Notre-Dame-de-la-Nativité de Bercy
- Saint-Antoine-des-Quinze-Vingts
- Saint-Éloi
- Rue Crémieux
- Cour d'Alger
- Square Jean-Morin
- Jardin de Reuilly–Paul-Pernin
- Place Moussa-et-Odette-Abadi
- Square Eugène-Thomas

## Kommunikationer
- Tunnelbana – linjerna   – Bercy

### Webbkällor
- ”Rue de Bercy”. Mairie de Paris. https://web.archive.org/web/20160303195235/http://www.v2asp.paris.fr/commun/v2asp/v2/nomenclature_voies/Voieactu/0877.nom.htm. Läst 12 september 2022.
- ”Rue de Bercy (12ème arrondissement)”. Les rues de Paris. https://web.archive.org/web/20190929095213/http://www.parisrues.com/rues12/paris-12-rue-de-bercy.html. Läst 12 september 2022.